# Vrije lus
In de topologie, een deelgebied van de wiskunde, is een vrije lus een variant op het topologische begrip van een lus. Terwijl een lus een onderscheidend punt op zich heeft, een zogenaamde basispunt, heeft een vrije lus dat niet. Een gesloten jordan-kromme is een voorbeeld van een vrije lus.
Laat {\displaystyle X} een topologische ruimte zijn, dan is een vrije lus in {\displaystyle X} een equivalentieklasse van continue functies van de cirkel {\displaystyle S^{1}} naar {\displaystyle X}. Twee lussen zijn equivalent als ze afwijken door een reparametrisatie van de cirkel. Dat wil zeggen dat {\displaystyle f\approx g} als
{\displaystyle g=f\circ \psi }
voor een homeomorfisme {\displaystyle \psi :S^{1}\to S^{1}}.
Een vrije lus is dus, in tegenstelling tot een lus met een begin- en eindpunt die in de definitie van de fundamentaalgroep wordt gebruikt, een afbeelding van de cirkel op de ruimte zonder de restrictie dat die een begin- en eindpunt heeft. Vrije homotopieklassen van vrije lussen komen overeen met de conjugatieklassen in de fundamentaalgroep.